# Highclere (ort i Australien)
Highclere är en ort i Australien. Den ligger i kommunen Burnie och delstaten Tasmanien, i den sydöstra delen av landet, omkring 220 kilometer nordväst om delstatshuvudstaden Hobart. Antalet invånare är 458.
Närmaste större samhälle är Burnie, omkring 18 kilometer nordost om Highclere. 
I omgivningarna runt Highclere växer i huvudsak städsegrön lövskog. Runt Highclere är det mycket glesbefolkat, med 3 invånare per kvadratkilometer. Genomsnittlig årsnederbörd är 2 259 millimeter. Den regnigaste månaden är augusti, med i genomsnitt 312 mm nederbörd, och den torraste är januari, med 91 mm nederbörd.